# Limahl
Limahl (vlastním jménem Christopher Hamill; * 19. prosince 1958 Pemberton, Velký Manchester, Lancashire, Anglie, Spojené království) je anglický popový zpěvák. Jeho umělecké jméno je anagram jeho příjmení. V 80. letech 20. století byl hlavním zpěvákem skupiny Kajagoogoo, později přešel na sólovou kariéru. Je znám nazpíváním titulní skladby k filmu Nekonečný příběh.

## Diskografie

### Sólová alba
- 1984 – Don't Suppose|Do not supposal (EMI) (UK # 63, U.S. # 41)
- 1986 – Colour All My Days (EMI)
- 1992 – Love Is Blind

### Sólové singly
- 1983 – „Only for Love“ / „Over the Top“ (UK # 16, U.S. # 51, D # 8))
- 1984 – „Too Much Trouble“ (UK # 64, D # 26)
- 1984 – „The Never Ending Story“ (UK # 4, U.S. # 17, D # 2, I # 2)
- 1985 – „Tar Beach“ / „The Greenhouse Effect (Live)“ [Germany only] (D # 30)
- 1986 – „Love in Your Eyes“ (UK # 80, D # 28, I # 22)
- 1986 – „Inside to Outside“ (remix) (D # 57)
- 1986 – „Colour All My Days“ [Španělsko]
- 1992 – „Stop“ [Německo / Japonsko]
- 1992 – „Maybe This Time“ [Německo / Japonsko]
- 1992 – „Too Shy '92“ [Německo / Japonsko]
- 1992 – „Love Is Blind“ [Německo / Japonsko]
- 2002 – „Love That Lasts“ / „Lost in Love“ (Limahl / Tina Charles double A side single) [Německo]
- 2006 – „Tell Me Why“ [Německo] (D # 96)

### Hlavní sólové kompilace
- 1996 – The Best of Limahl (Disky Communications)
- 2003 – All the Hits plus More (Silver Star)
- 1999 – Limahl (Laser Light Digital)
- 1999/2007 – The Best of Limahl (Brilliant NL)
- 2002 – Never Ending Story (Best of) (Disky Records)

### Spojené kompilace Kajagoogoo/Kaja/Limahl
- 1993 – Too Shy: The Singles and More (ERG)
- 1996 – The Best of Kajagoogoo & amp; Limahl (Disky Communications)
- 1996 – The Very Best of Kajagoogoo (EMI Gold Collection)
- 1998 – Premium Gold Collection Kajagoogoo & amp; Limahl (EMI)
- 2000 – Best of the 80 's Kajagoogoo & amp; Limahl (Disky Communications)
- 2003 – The Very Best of Kajagoogoo and Limahl (EMI)